# Historia LGBT en Corea del Sur
El inicio de la historia de la comunidad LGBT en Corea del Sur se remonta al activismo por los derechos de este colectivo en los años 90. No obstante, según registros antiguos y fuentes históricas, es posible conocer que en tiempos pasados ya se registraban diversos casos de individuos LGBT.

## Historia

### Dinastía Silla
En las Memorias de los tres reinos, también conocido como Samguk Yusa, se relata que el monarca Hye-gong, el rey N.º36 de Silla, se complacía vistiendo ropas femeninas y «se deleitaba en la compañía de los seguidores del taoísmo». Esto podría verse como una forma de homosexualidad, pero también, teniendo en cuenta la parte anterior que indica que «el rey Gyeong-deok debía haber nacido como una niña, pero se le obligó a nacer como un niño, dando lugar al nacimiento del rey Hye-gong», se puede interpretar como un caso de transgénero.

### Dinastía Goryeo

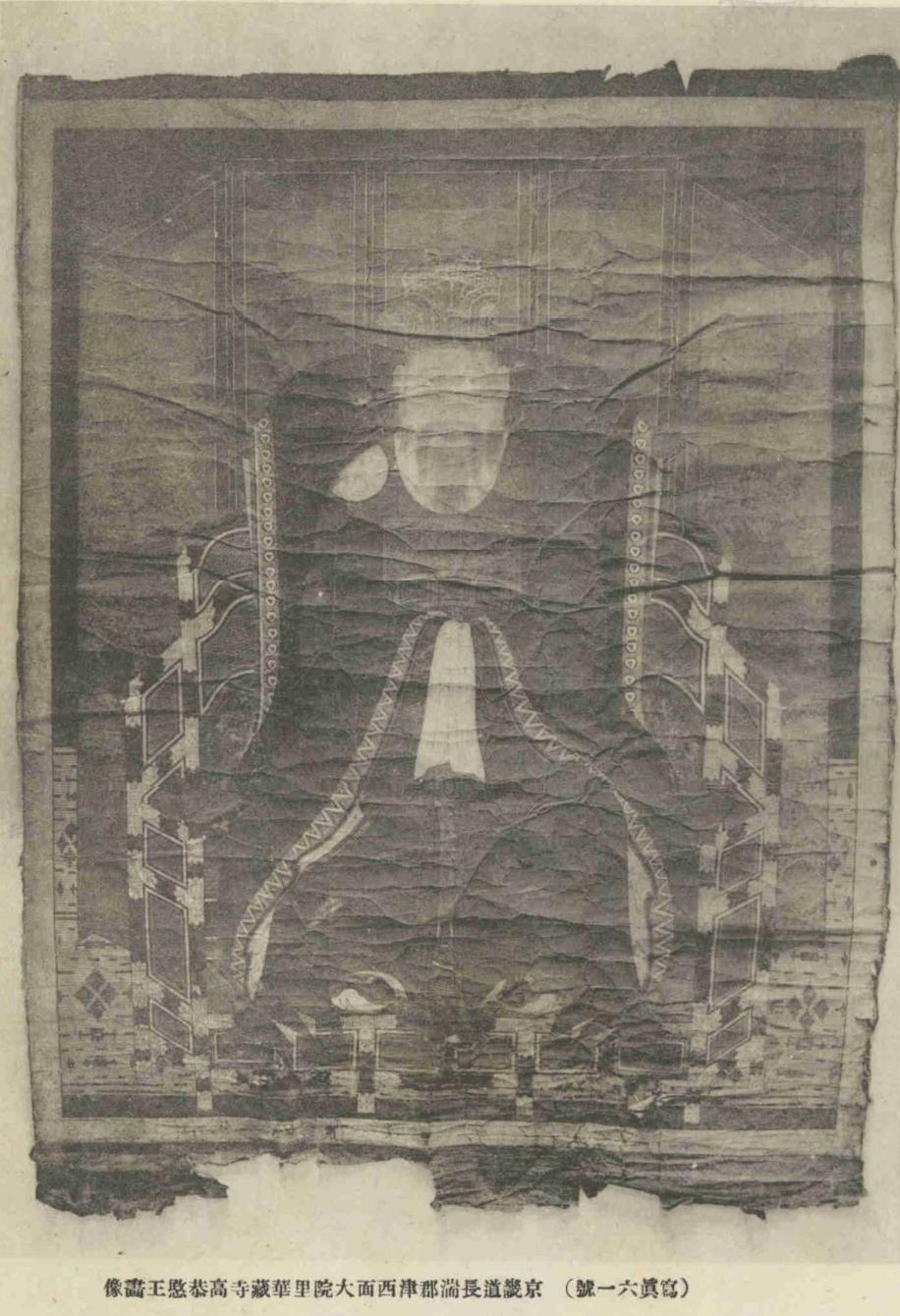
Retrato de Gongmin de Goryeo

Existen registros que indican que el rey Mokjong de Goryeo era homosexual.
Tras el fallecimiento de la princesa Noguk por problemas durante el parto y el fracaso de las mejoras impulsadas por Shin Don, el monarca Gongmin de Goryeo se enfocó únicamente en disfrutar de la vida. El 1 de octubre de 1372, Gongmin creó una entidad única denominada Jaje-ui y designó a Kim Heung-gyeong, su pareja homosexual, como el director general de esta organización.
La Jaje-ui estaba formada por adolescentes de la familia de altos funcionarios. Estos jóvenes desempeñaban principalmente el papel de asistentes cercanos al rey y recibían el favor de este, como Hong Ryun, Kwon Jin, Han An, No Seon y Hong Gwan. El Goryeosa revela que la organización participó en diversos actos indecentes junto al monarca. Por ejemplo, mientras bajo el control del monarca, se relacionaban con diversas concubinas del monarca, y el susodicho, en ocasiones, se disfrazaba de mujer para tener relaciones físicas con Hong Ryun y otros cuando quería hacerlo. 
En septiembre de 1374, el monarca Gongmin, en estado de embriaguez, fue informado por el eunuco Choi Man-saeng de que la concubina Ikbi Han estaba embarazada debido a su vínculo con Hong Ryun. El monarca manifestó su deseo de eliminar a todos aquellos que tuvieran conocimiento acerca de este suceso. Preocupado por su seguridad, Choi Man-saeng trama junto a la Jaje-ui para matar al monarca. El día siguiente, se reveló el crimen, y tanto la Jaje-ui como Choi Man-saeng fueron ejecutados.

### Dinastía Joseon
Bong Sun-bin, que fue la esposa del príncipe heredero durante el reinado de Munjong de Joseon, fue designada como la consorte del príncipe el 15 de octubre de 1429, en lugar de Kim Hwi-bin, que había sido desterrada. No obstante, Bong, quien era de carácter volátil, se alejó de Munjong, por lo que Sejong decidió designar a Kwon (quien luego se convertiría en la reina Hyun-deok), Hong y Jeong como consortes del heredero al trono. 
Cuando Kwon quedó embarazada (de la princesa Gyeonghye), Bong, al sentirse en peligro su posición, causó un alboroto simulando estar embarazada, se relacionó con un hombre ajeno y se embiargó a menudo, lanzando insultos desde temprano en la mañana. No obstante, Sejong, quien había destituido previamente a Kim Hwi-bin, optó por una postura pasiva frente al dilema de la esposa del príncipe heredero, y en conjunto con la reina Soheon, solucionó la situación de forma amigable. 
A pesar de ello, la conducta homosexual de la pareja del príncipe heredero siguió, y finalmente ocurrió un incidente en el que mantuvo relaciones con una criada del palacio llamada Sosang. Los chismes sobre este suceso se expandieron entre las criadas y llegaron a Sejong. Sabido el desarrollo de actividades homosexuales entre las sirvientas y tras haber reprendido con dureza dichos actos con 70 golpes, Sejong, furioso, destituyó a Bong Sun-bin el 26 de octubre de 1436, y el 28 de diciembre de ese mismo año, promovió a Kwon, la única concubina que había tenido un hijo con Munjong, al cargo de consorte real, convirtiéndola en la reina Hyun-deok.

## En la actualidad
El 13 de agosto de 1955, se llevó a cabo la primera operación de cambio de género en Corea, en el Hospital de la Cruz Roja de Seúl, a favor de Jo Gi-chul, quien nació como hombre. El 30 de septiembre del mismo año, Baek Gi-hwa, oriunda de Seongcheon-ri, Gyeonggi-do, fue sometida a una operación de cambio de género en el Hospital Gyeongjeon de Seúl y experimentó una transformación completa a mujer. A pesar de que Baek Gi-hwa nació con órganos sexuales masculinos debido a una producción excesiva de hormonas masculinas, siempre se sintió mujer y optó por pasar por la operación. 
En Corea, durante los años 80, la llegada del VIH/sida desde el extranjero y las explicaciones sobre los motivos de la homosexualidad en hombres empezaron a mostrar las identidades sexuales. Hasta ese momento, la representación de las personas LGBTQ+ en la sociedad coreana estaba centrada mayormente en los hombres homosexuales. En el caso de los varones gay, surgió una subcultura focalizada en locales y pubs en zonas como Jongno e Itaewon, teniendo un impacto importante en la economía del lugar. En contraste, las mujeres lesbianas, a pesar de su participación activa en los movimientos feministas y en el debate social, han experimentado una menor repercusión en la sociedad y una posición socioeconómica inferior.

### Años 1990
En 1993, se estableció la primera asociación de derechos de personas homosexuales en Corea del Sur, llamada Chodonghoe, pero en 1994 se dividió en dos grupos: Chingusai, que se concentró en los derechos de hombres homosexuales, y Kkirikkiri, que se dedicó a defender los derechos de mujeres homosexuales. Desde ese momento, los grupos LGBTQ+ en las redes comenzaron a ponerse en marcha, y en 1995, aquellos que estaban involucrados en Chingusai empezaron a formar grupos LGBTQ+ en instituciones educativas, lo que resultó en la fundación de asociaciones de derechos de la comunidad LGBTQ+. 
Hacia el final de los años 90, las mujeres lesbianas empezaron a salir del clóset con un impacto en la sociedad. En 1997, tuvo lugar la primera edición del Festival de Cine LGBTQ+ de Seúl y se produjo una masiva protesta de individuos LGBTQ+. Asimismo, se creó la Alianza de Derechos de los Gays Universitarios, que es la antecesora de la presente Alianza por los Derechos de la Comunidad LGBTQ+.

### Años 2000
En 2000, el actor Hong Seok-cheon reveló su orientación sexual abiertamente, lo que provocó una fuerte polémica y aumentó considerablemente el interés de la sociedad hacia la homosexualidad. En ese año, tuvo lugar el primer Festival de Cultura Queer en Daehangno. En 2001, Harisu, la primera celebridad surcoreana en someterse a una operación de cambio de sexo, hizo su debut, lo que provocó una mayor discusión sobre el cambio de género en la nación. La expresión «preferencia sexual» fue agregada por vez primera en las normas del país con la promulgación del Acta de la Comisión Nacional de Derechos Humanos de Corea del Sur.
Durante los años 2001 y 2003, se llevó a cabo la clausura voluntaria de la página web de la comunidad gay X-Zone en señal de rechazo hacia la censura y la percepción de los sitios LGBTQ+ como perjudiciales por parte de la Comisión de Ética de la Información y Comunicación. En 2003, la Comisión de Ética acordó seguir las sugerencias de la Comisión Nacional de Derechos Humanos y cesó la prohibición de los sitios web de individuos LGBTQ+, suprimiendo las cláusulas que discriminaban la homosexualidad en las normas de la Ley de Protección Juvenil.
El Partido Laborista Democrático se convirtió en el pionero en su país al crear un grupo para la protección de los individuos LGBTQ+. En 2006, se estableció una alianza para la regulación del cambio de identidad de género para individuos trans. Distintas entidades de defensa de los derechos humanos se esforzaron mucho para impulsar leyes sobre la modificación de género, y al final, la Corte Suprema autorizó la modificación de género exclusivamente para individuos transgénero que hubieran pasado por una intervención quirúrgica genital. 
En octubre de 2007, se dio a conocer que el Ministerio de Justicia estaba trabajando en una normativa para combatir la discriminación que impediría la marginación por motivos de opción sexual, identidad de género, discapacidad, edad, etnia y creencia religiosa en todos los aspectos de nuestra existencia. Sin embargo, este proyecto se vio frustrado por la resistencia de facciones evangélicas extremistas y del ámbito empresarial. En las elecciones generales de la decimoctava legislatura, Choi Hyun-sook, una política lesbiana que había salido del armario, se presentó como candidata en el distrito de Jongno pero no logró ser seleccionada.
En 2008, los grupos que defienden los derechos de individuos LGBTQ+ crearon la Coalición en contra de la Discriminación de Personas LGBTQ+ y llevaron a cabo la primera Convención de Derechos LGBT. En 2009, se realizó por primera vez el Festival Cultural Queer de Daegu.

### Años 2010
En 2010, SBS, una cadena de televisión de Corea del Sur, transmitió durante casi ocho meses la serie dramática La vida es bella, que fue el primer programa en incluir una pareja homosexual. Desde 2011, las oficinas regionales de educación comenzaron a implementar decretos sobre los derechos de los alumnos, comenzando por la provincia de Gyeonggi. En ciertas zonas, como la capital de Corea del Sur y sus alrededores, estas regulaciones contemplaron la defensa de la preferencia sexual, implementando acciones para proteger los derechos de los estudiantes LGBTQ+. En 2012, un conjunto protector de los derechos de las minorías sexuales intentó poner una pancarta en respaldo al movimiento LGBT, sin embargo, el área de Mapo, en Seúl, lo denegó. Esto causó que el grupo presentara una denuncia ante la Comisión Nacional de Derechos Humanos, lo cual derivó en una sugerencia para que Mapo modificara sus políticas de discriminación hacia las minorías sexuales. En 2013, la Corte Suprema extendió su decisión de 2006, autorizando a individuos transgénero la posibilidad de modificar legalmente su identidad de género sin requerir una intervención quirúrgica en sus genitales.
En 2013, la Corte Suprema emitió un fallo sobre la película Just Friends?, la cual trata sobre la homosexualidad en hombres jóvenes de alrededor de 20 años y que previamente había sido clasificada como adecuada únicamente para mayores de edad. El tribunal afirmó que considerar la homosexualidad como perjudicial y controlar la creación y difusión de datos relacionados podría limitar excesivamente los derechos fundamentales garantizados por la Constitución, como el derecho a elegir la orientación sexual, el acceso a la información, la libertad de expresión y la igualdad, que son derechos de las personas homosexuales como minoría sexual. Con base en esta evaluación, el tribunal determinó que no era apropiado etiquetar esta película como «inadecuada para menores», y decidió que la homosexualidad no puede ser considerada perjudicial o preocupante para los jóvenes.
En 2015, el respaldo a la comunidad LGBTQ+ se fortaleció con la designación de una mujer homosexual que reveló su orientación como líder del consejo estudiantil de la Universidad Nacional de Seúl, y otra como vicepresidenta de la Asociación de Sociedades de la Universidad de Corea. En 2017, el Tribunal del Distrito de Cheongju, en su rama de Yeongdong, emitió una sentencia favorable a una mujer transgénero, autorizándole modificar legalmente su sexo sin tener que reconstruir sus órganos sexuales externos, luego de haber pasado por la extirpación de los testículos.

### Años 2020
En 2020, la sargento Byun Hee-soo, quien se sometió a una cirugía de reasignación de género mientras cumplía servicio militar, regresó a Corea, pero fue dada de baja de manera forzada. A pesar de haber solicitado la revocación de su baja tras actualizar su género legal, su apelación fue rechazada, lo que la llevó a presentar una demanda administrativa. Ese mismo año, una mujer transgénero fue aceptada en la Universidad Femenina de Sookmyung, pero se vio obligada a renunciar a su ingreso debido a la fuerte oposición de feministas TERF. También en 2020, Lim Pruen y Kim Ki-hong se postularon como candidatos a las elecciones parlamentarias por representación proporcional, aunque Kim Ki-hong se retiró tras enfrentar polémicas por declaraciones pasadas. 
A principios de 2021, tanto el político Kim Ki-hong como la sargento Byun Hee-soo se suicidaron. A finales de ese año, de manera póstuma, Byun ganó la primera instancia de la demanda para anular su baja forzada del ejército.

## Política
En mayo de 2007, como candidato a la presidencia por el Partido Libertad de Corea, Lee Myung-bak dijo: «Antes de ser anciano protestante, era normal que los seres humanos vivieran juntos como hombre y mujer, por lo que estoy en contra de la homosexualidad». Como protesta, el principal grupo de gays y lesbianas de Corea del Sur, Friendship Sai, organizó una ciberprotesta.
En 2012, Kim Jin-pyo, entonces miembro del Partido Democrático de Corea, dijo en una reunión con protestantes: «Prometo hacer todo lo posible para garantizar que en el futuro no se promulguen leyes que permitan la homosexualidad y el matrimonio entre personas del mismo sexo». En 2016, Lee Hye-hoon, antiguo legislador del Partido Libertad de Corea, se pronunció en contra de la ley antidiscriminación en el servicio del Día de Año Nuevo de la Iglesia Presbiteriana Coreana, argumentando que la separación entre Iglesia y Estado debería abolirse y que los homosexuales son los principales portadores del sida.
En Corea del Sur, los homosexuales se autodenominan «íbanos». Se utilizaba como eufemismo para denotar su diferencia con la gente «normal», pero recientemente se ha extendido para describir la homosexualidad en muchos lugares.

### Partido político
En 2000, el Partido Laborista Democrático se convirtió en el primer partido político de Corea en crear un comité LGBT. En 2004, el comité declaró que era una violación de la igualdad de derechos preguntar por «el contacto sexual con una persona del mismo sexo» en un cuestionario previo a la donación para comprobar una posible infección de sida, demostrando así el compromiso del partido con los derechos humanos de los homosexuales. Además, el presidente del comité, Lee Here-dong, y los miembros electos Kwak Jeong-sook y Lee Jung-hee se pronunciaron contra la homofobia en una rueda de prensa celebrada en la cámara principal de la Asamblea Nacional el 17 de mayo para conmemorar el Día Internacional contra la Homofobia.
Tras la fusión del Partido Laborista Democrático con el Partido Progresista Bareun, se estableció un nuevo Comité LGBT dentro del Partido Progresista Bareun. Sin embargo, tras una posterior escisión del partido, se formó un grupo de miembros LGBT llamado Rainbow Bareun, que continuó promoviendo la defensa de los derechos LGBT. Actualmente, el comité sigue activo en el Partido Progresista Bareun. Además, otros partidos, como el Partido Verde, el Partido Laborista, el Partido de la Alianza Popular y el nuevo Partido Minjoo, también apoyan abiertamente los derechos LGBT.

### Grupo de derechos humanos LGBT
La primera organización en defensa de los derechos LGBT en Corea del Sur fue Chodonghoe, fundada en 1993 por un grupo de gays y lesbianas. Sin embargo, apenas dos meses después, la organización se dividió en dos grupos: Friends, conformado por gays, y Mutual, que agruparía a lesbianas. Este último grupo evolucionó en 2005 para convertirse en un centro de asesoramiento especializado para mujeres lesbianas.
Paralelamente, el movimiento por los derechos LGBT comenzó a ganar visibilidad en las principales universidades del país. El primer grupo LGBT universitario, Com2Gether, se formó en 1995 en la Universidad de Yonsei. Posteriormente, surgieron otros colectivos como Mind 001 (ahora Cueze) en la Universidad Nacional de Seúl, y People to People en la Universidad de Corea. Estos grupos se enfocaron en sensibilizar a la comunidad universitaria sobre la existencia y los derechos de las personas LGBT. A finales de 1997, diversos grupos universitarios LGBT se unieron para formar la Alianza Universitaria por los Derechos de Gays y Lesbianas (Daedongyeon), que más tarde, en 1998, adoptó el nombre de Alianza por los Derechos de Gays y Lesbianas.
Para 2013, varios grupos se destacaban en la defensa de los derechos LGBT, entre ellos la Alianza por los Derechos LGBT para la Acción, el Centro de Asesoramiento a Lesbianas, Amigos del Movimiento Coreano por los Derechos de los Gays y el Centro Cultural y de Derechos Humanos LGBT de Corea. Además, existe la Rainbow Action, una coalición de organizaciones LGBT que continúa su lucha por los derechos. En el ámbito universitario, grupos como QUV, la Alianza Universitaria LGBTQ+ y la Red de Estudiantes Universitarios por una Sociedad Libre de Discriminación están presentes en instituciones como la Universidad Nacional de Seúl, la Universidad de Yonsei, la Universidad de Corea, la Universidad Ewha Womans, entre otras.